# Elector Utbildning

Elector är en fristående gymnasieskola i Örebro. Skolan startades år 2000 och bedriver sin verksamhet i lokaler på Ladugårdsängen, nära den kommunala Tullängsskolan. Elector ägs av det privata bolaget Elector Utbildning AB som bildades 1997 genom en avknoppning från en tidigare landstingsägd verksamhet. Förutom gymnasieutbildning sysslar med mediaproduktion och företagsutbildningar.
Som namnet antyder erbjuder skolan främst teknikinriktade kurser inom elteknik, programmering, digitalteknik och automation under programmet Elteknik/Automation. Detta kan sägas vara en blandning mellan de nationella  El- respektive Mediaprogrammet. Dessutom finns en utbildning som kombinerar musikskapande och produktion med IT under det fristående namnet Rockgymnasiet. Totalt har skolan omkring 60 elever. 